# Moreiria wiedemanni
Moreiria wiedemanni là một loài ruồi trong họ Tachinidae.